# 岡崎郁子
岡崎 郁子（おかざき いくこ、1949年 - ）は、日本の中国文学者、元吉備国際大学教授。
高知市生まれ。1973年大東文化大学文学部日本文学科卒、1979年国立台湾大学大学院修士課程修了。2002年岡山大学大学院文化科学研究科人間社会文化学博士課程修了、「戦後台湾の日本語文芸研究 黄霊芝を中心として」で岡山大学文学博士。1990年より吉備国際大学社会学部教授、2020年退職。

## 著書
- 『台湾文学 異端の系譜』田畑書店 現代アジア叢書 1996
- 『黄霊芝物語 ある日文台湾作家の軌跡』研文出版 2004
- 『ひまわりのごとくあれ 台湾留学の記』吉備人出版 2013

### 翻訳
- 「山道」陳映真著『台湾現代小説選 3』研文出版 1985
- 劉大任『デイゴ燃ゆ 台湾現代小説選 別巻』研文出版 1991
- 鄭清文『阿里山の神木 台湾の創作童話』編訳 研文出版 1993
- 国江春菁『宋王之印』編 慶友社 2002
- 李喬『寒夜』三木直大共訳 国書刊行会 新しい台湾の文学 2005

## 参考
- [ISBN　978-4-87449-037-2]
- Ｊ-GLOBAL